# John Polson
Pour les articles homonymes, voir Polson.
John Polson est un acteur et un réalisateur australien né le 6 septembre 1965 à Sydney.

## Filmographie

### Acteur
- 1986 : For Love Alone de Stephen Wallace : Leo
- 1987 : Dangerous Game (en) de Stephen Hopkins : Tony
- 1988 : Dernier Voyage en Malaisie (Dadah Is Death) de Jerry London
- 1989 : Tender Hooks de Mary Callaghan : Tony
- 1989 : Candy Regentag de James Ricketson : Cyril
- 1990 : Raw Nerve de Tony Wellington : Billy
- 1990 : Call Me Mr. Brown de Scott Hicks : Brian Day
- 1990 : Blood Oath de Stephen Wallace : Private Jimmy Fenton
- 1993 : Sirènes (Sirens) de John Duigan : Tom
- 1994 : Gino de Jackie McKimmie : Stan
- 1994 : The Sum of Us de Geoff Burton et Kevin Dowling : Greg
- 1995 : Back of Beyond de Michael Robertson : Nick
- 1996 : Idiot Box de David Caesar : Jonah
- 1998 : The Boys de Rowan Woods : Glenn Sprague
- 2000 : Mission impossible 2 de John Woo : Billy Baird
- 2020 : Canicule (The Dry) de Robert Connolly : Scott Whitlam

### Réalisateur
- 1999 : Siam Sunset
- 2002 : Swimfan, la fille de la piscine
- 2004 : Trouble Jeu (Hide and Seek)
- 2009 : Traqués

John Polson a réalisé plusieurs épisodes des séries FBI : Portés disparus, Flashforward, Mentalist et Blue Bloods. Et un épisode des séries Fringe, The Good Wife, Super Hero Family, Happy Town, Lie to Me, Body of Proof et Elementary.